# Maurice Ronet
Maurice Ronet (nascut Maurice Julien Marie Robinet; Niça, 13 d'abril de 1927 - París, 14 de març de 1983) va ser un actor i director francès.
Segons una biografia d'un periodista francès, Ronet no parlava mai de la seva infància. Havia estat un nen solitari que estimava la lectura i que sentia passió per Edgar Allan Poe i Herman Melville, un sentiment que no va disminuir amb el pas dels anys. La seva novel·la preferida era Moby Dick. Somiava amb ser pintor o escriptor. Recitava passatges sencers de Sota el volcà, de Malcolm Lowry, i li agradava escoltar música de Bach. Ell mateix era músic (tocava bé el piano i l'orgue). Finalment va entrar al Centre de l'Espectacle del carrer Blanche, on va estudiar art dramàtic. Va ser tota la seva vida un gran actor i un home per a dones que valoraven l'amistat per sobre de l'amor. La seva bellesa sorprenia: feia 1,80 m, tenia ulls blaus i les dents blanques. Però no era sol això. Un encant dolorós donava al seu físic de playboy un distanciament singular.

## Els seus primers anys
Fill únic d'Émile Ronet (Émile Ferdinand Robinet) i de Paule de Breuil (Claire Jeanne Augusta Giberte Salvi), casats el 24 de març de 1927 a París, ambdós actors, va descobrir molt aviat l'atmosfera i les dificultats de l'ofici d'actor mentre acompanyava els seus pares en les gires a través de França. Com a fill de dos actors de teatre professionals, va debutar en l'escenari als catorze anys, al costat dels seus pares, en l'obra de Sacha Guitry Deux couverts a Lausana.
Encara que la seva infantesa havia estat enriquidora, molt aviat va sentir la necessitat d'allunyar-se d'aquesta família feliç en el si de la qual sentia una profunda solitud. Aquesta decisió el va portar a debutar molt jove, als setze anys, al Centre de l'Espectacle del Carrer Blanche, on va assistir als seus primers cursos d'art dramàtic amb Julien Bertheau, Maurice Donneaud i fins i tot Bernard Blier com a professors.

## Els seus començaments en el teatre
Després d'assistir a l'École Nationale Supérieure des Arts et Techniques du Théâtre (ENSATT), situada a la ciutat de París i coneguda pel nom d' École de la Rue Blanche (Escola del carrer Blanche), el 1944 va ingressar en el Conservatori Nacional d'Art dramàtic de París. Després d'haver freqüentat aquesta institució, va seguir els passos del seu pare i va començar una carrera com a actor de teatre, sobretot d'obres contemporànies. Al Conservatori va treballar sota la direcció de Jean-Louis Barrault, René Simon i Maurice Leroy. En finalitzar els seus estudis va trepitjar les taules per primera vegada a Les Parents terribles de Jean Cocteau i després a Un beau dimanche de Jean-Pierre Aumont, sense oblidar Roméo et Juliette, obra en la qual va encarnar el paper protagonista al costat de Nicole Berger.

## El seu debut al cinema
La seva carrera cinematogràfica es va iniciar el 1949 amb la representació del paper de Roger Moulin en la pel·lícula de Jacques Becker Rendez-vous de juillet (un estudi sobre el comportament de la joventut parisenca de postguerra), que va tenir el mèrit de llançar també els actors Daniel Gélin, Brigitte Auber i Nicole Courcel i que va ser presentada en concurs en el 3r Festival Internacional de Cinema de Canes de 1949. Per segona vegada (ja havia succeït anys abans al teatre) va encarnar el fill dels seus propis pares, Émile Ronet i Paule de Breuil, que representaven el paper de progenitors de Roger Moulin. Quan va debutar al cinema com a intèrpret d'aquesta pel·lícula, en un paper que havia estat escrit específicament per a ell pel realitzador, tenia vint-i-dos anys i poc interès a continuar amb la carrera d'actuació, i si bé és cert que va ser un jove actor protagonista del cinema francès, aquest film i alguns altres, inclòs Un grand patron, estrenat dos anys més tard, no li feien l'efecte d'un veritable progrés.
Després de completar la pel·lícula Rendez-vous de juillet es va casar amb María Pacôme (una actriu de teatre i dramaturga francesa) i junts es van mudar a Mostier de Santa Maria, en Provença, on Maurice va intentar dedicar-se a la ceràmica. A principis de la dècada de 1950 va tornar a París, on va prendre cursos de filosofia i física i va seguir amb la seva passió per la literatura, la música (piano i orgue), el cinema i la pintura. La seva obra pictòrica, part del moviment de pintura no figurativa, es va exhibir juntament amb les dels seus amics Jean Dubuffet i Georges Mathieu. També va actuar ocasionalment amb petits papers en pel·lícules de directors francesos com Yves Ciampi i René Wheeler, amb l'ambició de fer-se director de cinema ell mateix. No obstant això, a poc a poc va arribar a sentir una llibertat d'actuació i una satisfacció creativa que li van proporcionar una síntesi de tots els seus interessos.
Enfant terrible del cinema de la postguerra francesa, la consagració definitiva de Maurice Ronet es va deure als papers que va interpretar diversos anys després en dues notables pel·lícules de Louis Malle, Ascenseur pour l'échafaud i, sobretot, Le feu follet (1963), de les quals va ser protagonista i autèntic mattatore.
Altres pel·lícules que li van donar fama internacional van ser Plein soleil, un thriller basat en la novel·la de Patricia Highsmith, en el qual intervenia al costat d'Alain Delon, a les ordres del director René Clement, i Celui qui doit mourir, de Jules Dassin.

## La dècada de 1950
Com ja es va dir, el 1950 es va casar amb l'actriu Maria Pacôme, després de la qual cosa va decidir abandonar l'escena i consagrar-se a la seva altra passió, la pintura. El seu matrimoni amb Pacôme va acabar ràpidament en una separació i es van divorciar el 1956, any en torna al cinema. Els crítics ho consideraven una esperança segura del cinema però ell no es limitava a papers definits i actuava en pel·lícules tan diverses com Els set pecats capitals el 1952, Lucrècia Borja el 1953, Châteaux en Espagne (El torero) el 1954 i Section des disparus el 1958, aquesta última un drama policial franc-argentí de Pierre Chenal basat en la novel·la Of Missing Persons, de David Goodis. Des de llavors es va tractar amb realitzadors com Yves Allégret, Jean Dréville i Christian-Jaque, entre d'altres.
El seu treball va ser elogiat per primera vegada al Festival de Cinema de Cannes de 1953 per un paper secundari a la pel·lícula de Jean Dréville Horizons sans fin i en els anys següents va rebre elogis per la seva notable actuació com a protagonista romàntic en La Sorcière, una pel·lícula d'André Michel (1956), i al film de Jules Dassin Celui qui doit mourir (1957). Va ser en la presentació de La Sorcière, a Canes, que va conèixer Louis Malle, un realitzador que dos anys més tard el dirigiria en el seu èxit internacional de taquilla com Julien Tavernier en la que va ser la primera pel·lícula de Malle, Ascenseur pour l'échafaud (1958). No obstant això, és probable que sigui més conegut pel seu paper de Philippe Greenleaf a Plein soleil de René Clément, (1960). Entre aquests films, Ronet va acudir a Espanya a rodar al costat de Sara Montiel Carmen la de Ronda (1959).
Després de l'èxit de Ascenseur pour l'échafaud de Malle, va inaugurar la sèrie de nombrosos papers tràgics que encarnaria al llarg de la seva carrera. Home desesperat, homicida o víctima d'un assassinat, també interpretaria un personatge suïcida alguns anys més tard a Le feu follet, la pel·lícula de Malle amb Jeanne Moreau, que va obtenir el Gran premi del jurat del Festival Internacional de Cinema de Venècia el 1963.

## Dècades de 1960 i 1970
La seva carrera va experimentar un nou impuls el 1960, l'any de la pel·lícula Plein Soleil, que va ser la primera baula d'una cadena d'èxits i va donar principi a la seva pròpia carrera com a director amb Le voleur du Tibidabo. A partir d'aquest moment va interpretar tot tipus de papers i va intentar superar els seus propis límits per a entendre els personatges i interpretar-los millor. El 1962 va intervenir en el llargmetratge La delació. Va actuar al costat de tots els actors i actrius del moment, com Romy Schneider i Alain Delon (La piscina, 1968). El 1967 va ser premiat al Festival Internacional de Cinema de Sant Sebastià com el millor intèrpret masculí per la seva actuació en la pel·lícula Le scandale de Claude Chabrol.
Va esdevenir un dels actors favorits dels francesos i de Chabrol. El 1966 va construir la seva casa a Bonius a la Valclusa, (Provença-Alps-Costa Blava), i des de llavors va viure allí i a París (a partir de 1977 i fins a la seva mort en companyia de Josephine Chaplin, la mare del seu únic fill, Julien). El 1973 va publicar el seu primer llibre per a relatar el seu descobriment dels dracs de l'illa de Komodo i també va donar a conèixer un documental. Finalment, el 1977 va intervenir en la pel·lícula Mort d'un pourri, de Georges Lautner.
El seu treball va continuar amb dos documentals: Vers l'île des dragons (1973), un viatge al·legòric a Indonèsia per a realitzar el film Les dragons de Komodo i un informe sobre la construcció d'una presa a Cahora Bassa a Moçambic, per a la televisió francesa. Va dirigir i va produir més programes per a televisió, entre ells la seva aclamada adaptació de Bartleby de Herman Melville el 1976 (que va ser estrenada a les cinemes el 1978), així com adaptacions de contes d'Edgar Allan Poe i Cornell Woolrich. També va escriure dos llibres: L'ile des dragons (1973), un relat personal del seu descobriment dels dracs de la illa de Komodo i una crònica de la realització de Vers l'île des dragons, i Le métier de comédien (1977), una descripció honesta i completa de la professió d'actor.

## Últims anys
Maurice Ronet va anar sempre un home discret; a causa del seu desdeny pel material i la seva fugida eterna davant les dificultats del passat, va descurar algunes de les seves creacions, sobretot els seus escrits i les seves pintures. Va escriure diversos llibres, entre ells un assaig: Le métier de comédien. També va ser músic. Era dels que cremen la vida de punta a punta, com lsho va suggerir Éric Neuhoff al seu llibre Les Insoumis : «Va ser un gran sibarita: seductor, insuportable, imprevisible, podria haver estat el personatge d'una novel·la». A partir de 1977 va compartir la seva vida amb Joséphine Chaplin, filla de Charles Chaplin i d'Oona O'Neill, amb la qual va tenir el seu únic fill, Julien, nascut el 1980.

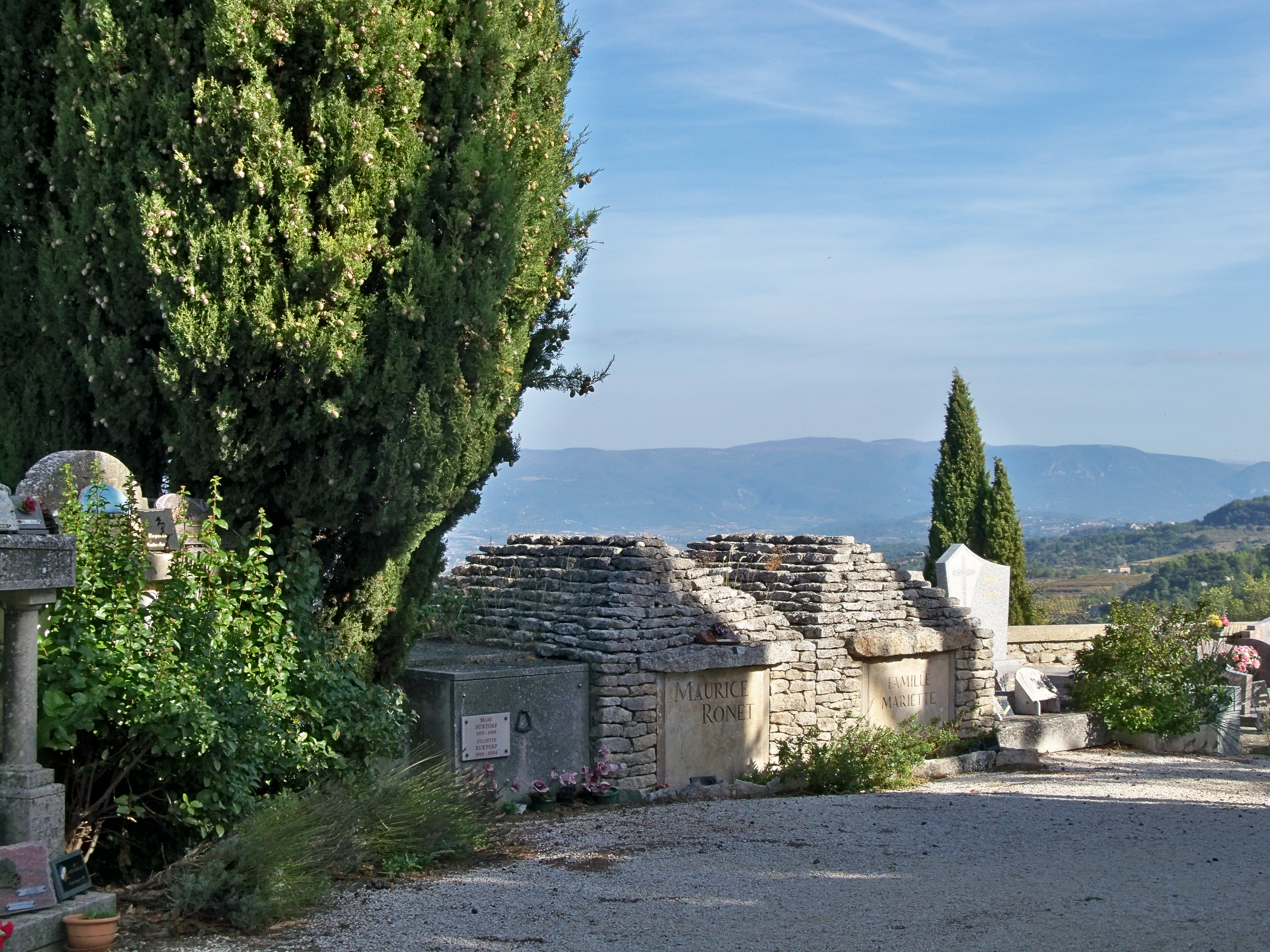
Imatge de la tomba de Maurice Ronet a Bonius.

Segons un bigraf, Ronet va ser un enigma del cinema francès de les dècades de 1950 a 1970. La seva interpretació inoblidable de Le feu follet, la pel·lícula de Louis Malle, va quedar gravada en la memòria de diverses generacions d'espectadors. Els seus papers en Ascensor per al cadafal, A ple sol, Rafael el llibertí (Raphaël ou le débauché) o La dona infidel van imposar la seva combinació de carisma subtil i dandisme inquiet. L'elegància i la insolència de Ronet van impressionar fins a Alain Delon, Jean-Louis Trintignant i Paul Gégauff, no precisament principiants en la matèria. No obstant això, la professió d'actor era només la part visible de Maurice, que mentre portava una intensa vida nocturna al París de la dècada de 1950 amb els seus amics Roger Nimier, Antoine Blondin o Roger Vadim, també era pintor, escriptor i director. La seva adaptació de Bartleby, de Herman Melville, va ser un èxit aclamat per la premsa. La seva va ser una trajectòria atzarosa, caòtica i impredictible, com si hagués volgut celebrar tres vides en una.
Ronet es va apagar en plena glòria. Va morir a causa d'un càncer de pulmó en un hospital de París un mes abans de fer els cinquanta-sis anys i va ser sepultat a Bonius, al Luberon, el lloc de la seva segona casa.

## Filmografia

### Cinema
- 1949: Rendez-vous de juillet, de Jacques Becker: Roger Moulin
- 1951: Un grand patron, de Yves Ciampi: François
- 1952: La Jeune Folle, de Yves Allégret: Jim
- 1952: Les Sept Péchés capitaux, de Yves Allégret (segment La Luxure) : el capellà
- 1953: La Môme vert-de-gris, de Bernard Borderie: Mickey
- 1953: Horizons sans fin, de Jean Dréville: Marc Caussade
- 1953: Lucrèce Borgia, de Christian-Jaque: Perotto
- 1954: Casta diva, de Carmine Gallone: Vincenzo Bellini
- 1954: Le Guérisseur, de Yves Ciampi: André Turenne
- 1954: El Torero, de René Wheeler: Miguel Murillo
- 1954: Casa Ricordi de Carmine Gallone: Vincenzo Bellini
- 1955: Gueule d'ange, de Marcel Blistène: Gueule d'Ange
- 1955: Les Aristocrates, de Denys de La Patellière: Christophe de Conti
- 1956: La Sorcière, d'André Michel: Laurent Brulard
- 1956: Section des disparus, de Pierre Chenal: Juan Milford
- 1957: Celui qui doit mourir, de Jules Dassin: Michelis
- 1958: Ascenseur pour l'échafaud, de Louis Malle: Julien Tavernier
- 1958: Carve Her Name with Pride, de Lewis Gilbert: Jacques
- 1958: Cette nuit-là, de Maurice Cazeneuve: Jean Mallet
- 1959: Un jeudi comme les autres, de Daniel Wronecki (curtmetratge) : Le récitant (Voix)
- 1959: Ce corps tant désiré, de Luis Saslavsky: Henri Messardier
- 1959: Carmen la de Ronda, de Tulio Demicheli: José
- 1960: Plein Soleil, de René Clément: Philippe Greenleaf
- 1960: Mi último tango, de Luis César Amadori: Dario Ledesma
- 1960: Il Peccato degli anni verdi, de Leopoldo Trieste: Paolo Donati
- 1961: Le Rendez-vous de minuit, de Roger Leenhardt: Pierre Neyris
- 1961: Les Grandes Personnes, de Jean Valère: Philippe
- 1962: Portrait-robot, de Paul Paviot: Gilbert Vitry
- 1962: Liberté 1, de Yves Ciampi: Michel
- 1962: La Dénonciation, de Jacques Doniol-Valcroze: Michel Jussieu
- 1963: Casablanca, nid d'espions, de Henri Decoin ! Maurice Desjardins
- 1963: Le Meurtrier, de Claude Autant-Lara: Walter Saccard
- 1963: Das Todesauge von Ceylon, de Gerd Oswald i Giovanni Roccardi: Dr. Gérard Rinaldi
- 1963: Le Feu follet, de Louis Malle: Alain Leroy
- 1963: The Victors), de Carl Foreman: Un lieutenant français
- 1964: Le Voleur du Tibidabo, de Maurice Ronet : Nicolas
- 1964: Les Parias de la gloire, d'Henri Decoin: Ferrier
- 1964: Donde tú estés, de Germán Lorente: Paul Vallier
- 1964: La Ronde, de Roger Vadim: Henri
- 1965: Trois chambres à Manhattan, de Marcel Carné: François Comte
- 1966: La Longue Marche, d'Alexandre Astruc: Dr. Chevalier
- 1966: La Ligne de démarcation, de Claude Chabrol: Pierre, comte de Damville
- 1966: Comandament perdut (Lost Command), de Mark Robson: Capain
- 1966: Amador, de Francisco Regueiro: Amador
- 1967: 'Il Giardino delle delizie, de Silvano Agosti: Carlo
- 1967: Le scandale, de Claude Chabrol: Paul Wagner
- 1967: La Route de Corinthe, de Claude Chabrol: Dex
- 1968: La Femme écarlate, de Jean Valère: François
- 1968: Un Diablo bajo la almohada, de José María Forqué: Lotario
- 1968: Histoires extraordinaires, de Federico Fellini, Louis Malle i Roger Vadim: Le récitant (Voix)
- 1968: How Sweer It Is de Jerry Paris: Philippe Maspere
- 1968: Les oiseaux vont mourir au Pérou, de Romain Gary: Rainier
- 1969: Delphine, d'Éric Le Hung: Jean-Marc
- 1969: La Femme infidèle, de Claude Chabrol: Victor Pegala
- 1969: "La femme écarlate", de Jean Valère: Julien
- 1969: La Piscine, de Jacques Deray: Harry
- 1969: Les Femmes, de Jean Aurel: Jérôme
- 1970: Splendori e miserie di Madame Royale, de Vittorio Caprioli: El comissari
- 1970: La Modification, de Michel Worms: Léon Delmont
- 1970: Le Dernier Saut, d'Édouard Luntz: Garal
- 1970: Qui ?, de Léonard Keigel: Serge
- 1971: Un peu, beaucoup, passionnément..., de Robert Enrico: Didier
- 1971: Raphaël ou le Débauché, de Michel Deville: Raphaël de Lloris
- 1971: La Maison sous les arbres, de René Clément: L'homme de l'organisation
- 1972: Il Diavolo nel cervello, de Sergio Sollima: Fabrizio Garces
- 1972: La Chambre rouge, de Jean-Pierre Berckmans: Jean Gerfaud
- 1972: L'Odeur des fauves, de Richard Balducci: Marc Fontemps
- 1972: Les Galets d'Étretat, de Sergio Gobbi: Kelvo
- 1973: Sans sommation, de Bruno Gantillon: Raoul Maury
- 1973: Don Juan 73 ou Si Don Juan était une femme..., de Roger Vadim: Pierre Gonzague
- 1973: L'Affaire Crazy Capo, de Patrick Jamain: Diserens
- 1973: La seduzione, de Fernando Di Leo: Giuseppe Lagana
- 1974: Commissariato di notturna de Guido Leoni: Vittorio Cazzaniga
- 1974: The Marseille Contract/The destructor, de Robert Parrish: Inspector Briac
- 1974: Le Cri du cœur, de Claude Lallemand: Mathieu
- 1974: Die Antwort kennt nur der Wind, d'Alfred Vohrer: Robert Lucas
- 1974: Jackpot de Terence Young - inacabada
- 1975: Bis zur bitteren Neige, de Gerd Oswald: Paul Jordan
- 1975: La Messe dorée, de Beni Montresor: David
- 1976: Oh mia bella matrigna!, de Guido Leoni: Luigi
- 1976: À l'ombre d'un été, de Jean-Louis van Belle: Claude Landot
- 1976: Nuit d'or, de Serge Moati: Nuit d'or
- 1977: Madame Claude, de Just Jaeckin: Pierre
- 1977: Mort d'un pourri, de Georges Lautner: Philippe Dubaye
- 1979: Bloodline, de Terence Young: Charles Martin
- 1981: Sphinx, de Franklin Schaffner: Yvon Mageot
- 1981: Beau-père de Bertrand Blier: Charly
- 1982: La Guérilléra, de Pierre Kast i Antonio Tarruella: Brutus
- 1982: Un matin rouge, de Jean-Jacques Aublanc: Henri
- 1982: La Balance, de Bob Swaim: Roger Massina
- 1983: Surprise Party, de Roger Vadim: Georges Levesques

### Televisió
- 1964: Le Puits et le Pendule, d'Alexandre Astruc (curtmetratge) : El condemnat a mort
- 1971: L'Heure éblouissante, de Jeannette Hubert (Telefilm) : Mr. George Sedley
- 1974: Les Fargeot (Sèrie TV) : Ell mateix
- 1976: Peut-être en automne, de Jeannette Hubert (Telefilm) : Pierre
- 1976: L'Homme de sable, de Jean-Paul Carrère (Telefilm) : Simon Durbain
- 1977: Emmenez-moi au Ritz, de Pierre Grimblat (Telefilm) : Philippe Gregor
- 1978: Madame le juge, de Claude Barma (Sèrie TV) : M. Bais
- 1978: Histoires insolites : Folies douces (Sèrie TV) : Éric
- 1978: Les Magiciens du Futur, de Peter Sykes (Telefilm) : Xavier
- 1979: Orient-Express, de Daniele D'Anza (Sèrie TV) : Rolf Freitag
- 1981: L'Atterrissage, d'Éric Le Hung (Telefilm) : Paul
- 1982: Ce fut un bel été, de Jean Chapot (Telefilm) : Emmanuel de Vidal-Fronsac
- 1982: La Nuit du général Boulanger, d'Hervé Bromberger (Telefilm) : Général Boulanger
- 1982: La Déchirure, de Franck Apprederis (Telefilm) : Cyril

### Direcció
- 1964: Le Voleur du Tibidabo
- 1973: Vers l'île des dragons
- 1973: Mozambique (Telefilm)
- 1976: Bartleby
- 1978: Histoires insolites : Folies douces (Telefilm)
- 1981: Histoires extraordinaires : Le Scarabée d'or (Telefilm)
- 1981: Histoires extraordinaires : Ligeia (Telefilm)